# Stakan vody
Stakan vody (russisk: Стакан воды) er en sovjetisk spillefilm fra 1979 af Julij Karasik.

## Medvirkende
- Kirill Lavrov - Henry St John
- Alla Demidova - Sarah Churchill
- Natalja Belokhvostikova - Anne
- Svetlana Smirnova - Abigail Hill
- Pēteris Gaudiņš - Arthur Masham